# Kasachischer Fußballpokal 2000/01
Der Kasachische Fußballpokal 2000/01 war die neunte Austragung des Pokalwettbewerbs im Fußball in Kasachstan nach der Unabhängigkeit von der Sowjetunion. Pokalsieger wurde Schenis Astana, der sich im Finale gegen Ertis Pawlodar nach Elfmeterschießen durchsetzte.

## Modus
Außer im Finale wurde der Sieger in Hin- und Rückspiel ermittelt. Bei Torgleichheit entschied zunächst die Anzahl der auswärts erzielten Tore, danach eine Verlängerung und schließlich das Elfmeterschießen.

## Achtelfinale
| Datum             |                               | Gesamt |                           | Hinspiel | Rückspiel |
| ----------------- | ----------------------------- | ------ | ------------------------- | -------- | --------- |
| 08.07./05.09.2000 | Schiger Schymkent             | 0:4    | Schenis Astana            | 0:1      | 00:4 1    |
| 25.07./25.08.2000 | Access-Golden Grein Petropawl | 3:1    | Aqmola Kökschetau         | 2:1      | 1:0       |
| 24.08./05.09.2000 | Tobol Qostanai                | 2:5    | AES Jelimai Semipalatinsk | 2:1      | 0:4       |
| 26.08.2000        | Qaisar-Hurricane Qysylorda    | 6:0    | Batyr Ekibastus           | 03:0 2   | 03:0 2    |
| 26.08.2000        | Ertis Pawlodar                | 6:0    | Schetissu Taldyqorghan    | 03:0 3   | 03:0 3    |
| 26.08.2000        | SOPFK Qairat Almaty           | 6:0    | FK Taras                  | 03:0 4   | 03:0 4    |
| 26.08./05.10.2000 | Schachtjor-Ispat-Karmet       | 2:0    | Wostok-Altyn Öskemen      | 1:0      | 1:0       |
| 28.08./25.09.2000 | FK Dostyk Almaty              | 2:4    | FK ZSKA Almaty            | 1:3      | 1:1       |

## Viertelfinale
| Datum             |                               | Gesamt    |                     | Hinspiel | Rückspiel |
| ----------------- | ----------------------------- | --------- | ------------------- | -------- | --------- |
| 05.10./11.10.2000 | Qaisar-Hurricane Qysylorda    | 1:5       | Ertis Pawlodar      | 2:0      | 0:3       |
| 21.10./25.10.2000 | Access-Golden Grein Petropawl | 5:3       | FK ZSKA Almaty      | 3:2      | 2:1       |
| 21.10./25.10.2000 | AES Jelimai Semipalatinsk     | 4:5       | Schenis Astana      | 4:1      | 0:4       |
| 26.10./30.10.2000 | Schachtjor-Ispat-Karmet       | (a)1:1(a) | SOPFK Qairat Almaty | 0:0      | 1:1       |

## Halbfinale
| Datum             |                | Gesamt |                               | Hinspiel | Rückspiel |
| ----------------- | -------------- | ------ | ----------------------------- | -------- | --------- |
| 06.05./16.05.2001 | Ertis Pawlodar | 2:0    | Schachtjor-Ispat-Karmet       | 2:0      | 0:0       |
| 06.05./18.05.2001 | Schenis Astana | 1:0    | Access-Golden Grein Petropawl | 1:0      | 0:0       |

## Finale
| Paarung        | Schenis Astana – Ertis Pawlodar |
| Ergebnis       | 1:1 n. V. (1:1, 0:1); 5:4 i. E. |
| Datum          | 17. Juni 2001 |
| Stadion        | Kaschymukan-Munaitpassow-Stadion, Astana |
| Zuschauer      | 10.000 |
| Schiedsrichter | Sergei Rowenskih |
| Tore           | 0:1 Nilton Mendes (26., Elfmeter) 1:1 Pawel Jewtejew (55.) Elfmeterschießen: 1:0 Sergei Kosjulin 1:1 Juri Krotow 2:1 Arsen Tlechugow 2:2 Nilton Mendes 3:2 Jewgeni Lowtschew 3:3 Sergei Kirow 4:3 Oleg Sentschenkow 4:4 Faysulla Ordabajew 5:4 Juri Aksenow Aleksei Klischin                      |
| Schenis Astana | David Lorija – Sergei Kosjulin, Pawel Jewtejew, Maxim Sabelin (60. Oleg Sentschenkow), Alexander Moskalenko (51. Arsen Tlechugow) – Artur Martens, Jewgeni Lowtschew, Dmitri Warfolomejew, Juri Aksenow – Leo Nelson, Murat Tileschew (76. Oleg Lotow) Cheftrainer: Wladimir Dergasch             |
| Ertis Pawlodar | Juri Nowikow – Sergei Masur (11. Sergei Surodejew), Andrei Karpowitsch (46. Rafael Chamidullow), Roman Worogowski, Alier Aschurmamadow (80. Waldenildo Soares) – Nilton Mendes, Sergei Kirow, Alexei Klischin, Faysulla Ordabajew – Juri Krotow, Sergei Konowalenko Cheftrainer: Leonid Nasarenko |
| Gelbe Karten   | Alexander Moskalenko, Murat Tileschew, Artur Martens – Sergei Surodejew, Alier Aschurmamadow |